# 嶋本達嗣
嶋本 達嗣（しまもと たつし、1960年 - ）は、日本の実業家。博報堂執行役員、博報堂生活総合研究所所長。東京都出身。

## 来歴
1983年、東京工業大学工学部電気電子工学科（現・工学院電気電子系）卒業。博報堂入社。マーケティング・プランナーとして得意先企業の市場調査業務、商品開発業務、店鋪開発業務を担当。1990年、博報堂生活総合研究所へ出向。研究員として生活者の意識・行動の調査分析業務、生活者観測レポートの制作を担当。2000年博報堂研究開発局グループマネージャーとして次世代型のリサーチ技法及びマーケティング手法の開発を担当。2006年博報堂生活総合研究所所長に就任。2013年博報堂執行役員。

## 受賞歴
- 第18回 日本広告業協会(略称JAAA)懸賞論文 銀賞受賞 (1988)「新・広告人 - 経営資産としての広告人に求められる新しい資質 - 」
- 第7回 日本ファンタジーノベル大賞 優秀賞受賞 (1995)「バスストップの消息」

## 著書
- 『バスストップの消息』新潮社 1995